# Pièces de monnaie en dollar américain
Pour un article plus général, voir Dollar américain.

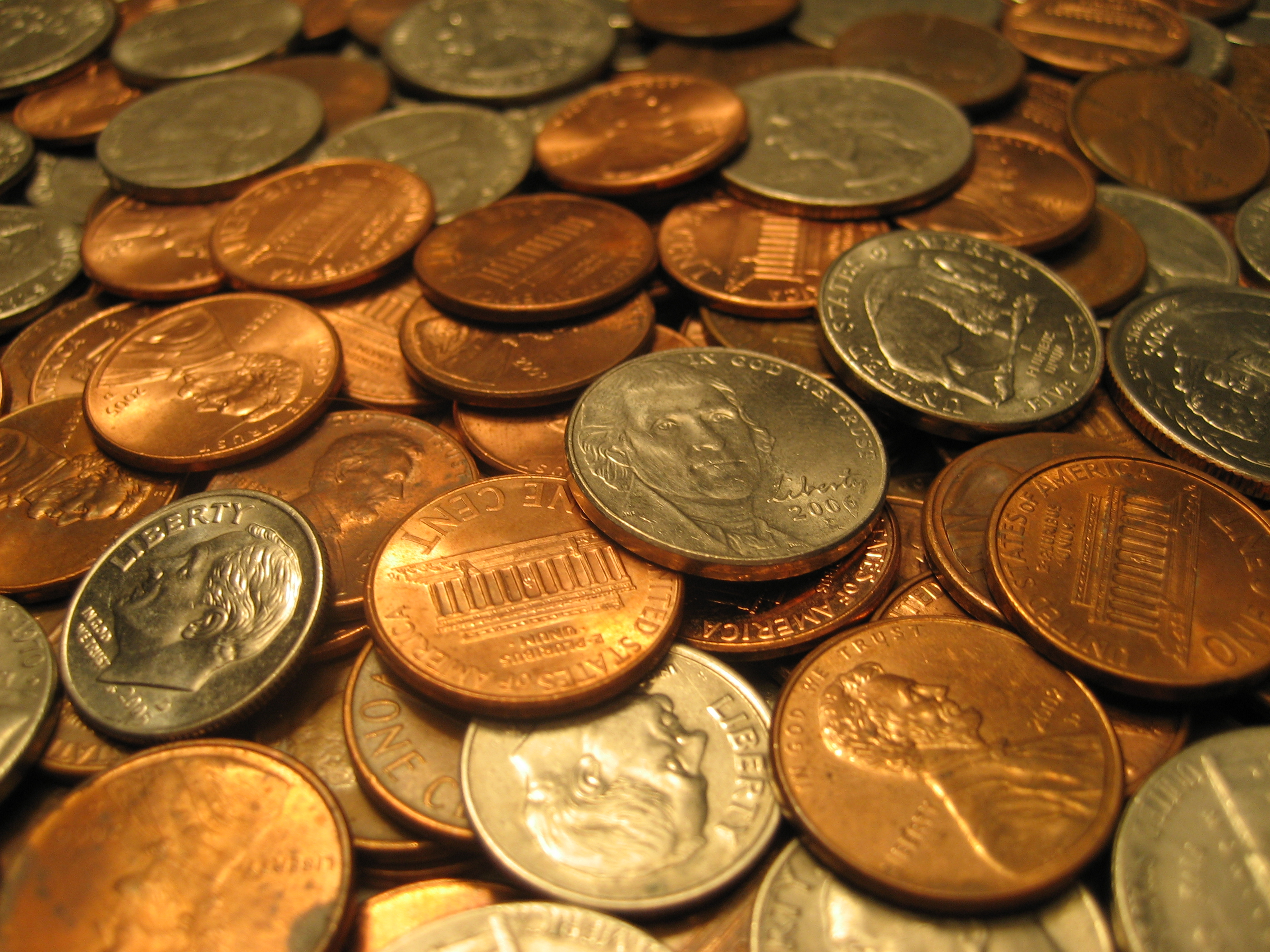
Assortiment de pièces des États-Unis

Les pièces de monnaie des États-Unis désignent les pièces de monnaie ayant cours légal sur le territoire des États-Unis. 
C'est par le Coinage Act of 1792  voté par le congrès des États-Unis le 2 avril 1792 que fut officiellement établi le dollar américain (USD) comme étant l'unité monétaire des États-Unis, le déclarant moyen de paiement légal, et créant un système de subdivision décimale pour la devise des États-Unis.
Comme pour la plupart des autres pays, il existe des pièces de monnaie de circulation courante et des pièces commémoratives.

## Pièces actuellement en circulation
| Image      | Image                                                             | Valeur | Spécifications                     | Spécifications | Spécifications                            | Spécifications                                 | Description                          | Description                                 | Description                                              | Début                 | Usage   | Appellation courante                            |
| Avers      | Revers                                                            | Valeur | Diamètre                           | Épaisseur      | Poids                                     | Composition                                    | Tranche                              | Avers                                       | Revers                                                   | Début                 | Usage   | Appellation courante                            |
| ---------- | ----------------------------------------------------------------- | ------ | ---------------------------------- | -------------- | ----------------------------------------- | ---------------------------------------------- | ------------------------------------ | ------------------------------------------- | -------------------------------------------------------- | --------------------- | ------- | ----------------------------------------------- |
|            |                                                                   | 0,01 $ | 19,00 mm                           | 1,55 mm        | 1909-1982 3,11 g                          | Cuivre 95 % Étain/Zinc 5 %                     | Lisse                                | Abraham Lincoln                             | Épi de blé                                               | 1909                  | répandu | Wheat Penny, Penny, Cent, Lincoln cent          |
|            | 19,05 mm                                                          | 0,01 $ | Zinc 97,5 %, plaqué cuivre (2,5 %) | 1,55 mm        | 1909-1982 3,11 g                          | Lincoln Memorial                               | Lisse                                | Abraham Lincoln                             | 1959                                                     |                       | répandu | Wheat Penny, Penny, Cent, Lincoln cent          |
| [ Note 2 ] | 19,05 mm                                                          | 0,01 $ | 1982- actuel 2,50 g                | 1,55 mm        | noyau : zinc 97,5 % plaqué : cuivre 2,5 % | Cent de la série du bicentenaire de Lincoln    | Lisse                                | Abraham Lincoln                             | 2009                                                     | limité                |         | Wheat Penny, Penny, Cent, Lincoln cent          |
|            | 19,05 mm                                                          | 0,01 $ | 1982- actuel 2,50 g                | 1,55 mm        | noyau : zinc 97,5 % plaqué : cuivre 2,5 % | Union shield                                   | Lisse                                | Abraham Lincoln                             | 2010                                                     | répandu               |         | Wheat Penny, Penny, Cent, Lincoln cent          |
|            |                                                                   | 0,05 $ | 21,21 mm                           | 1,95 mm        | 5,00 g                                    | Cuivre 75 % Nickel 25 %                        | Lisse                                | Thomas Jefferson                            | Monticello                                               | répandu               | 1938    | Nickel                                          |
|            | [ Note 2 ]                                                        | 0,05 $ | 21,21 mm                           | 1,95 mm        | 5,00 g                                    | Cuivre 75 % Nickel 25 %                        | Lisse                                | Thomas Jefferson                            | Westward Journey nickel (4 graphiques différents)        | 2004                  | limité  | Nickel                                          |
|            |                                                                   | 0,05 $ | 21,21 mm                           | 1,95 mm        | 5,00 g                                    | Cuivre 75 % Nickel 25 %                        | Lisse                                | Thomas Jefferson                            | Monticello                                               | 2006                  | répandu | Nickel                                          |
|            |                                                                   | 0,10 $ | 17,91 mm                           | 1,35 mm        | 2,268 g                                   | Cuivre 91,67 % Nickel 8,33 %                   | 118 stries                           | Franklin D. Roosevelt                       | Torche,branche de chêne, rameau d'olivier                | 1946                  | répandu | Dime                                            |
|            |                                                                   | 0,25 $ | 24,26 mm                           | 1,75 mm        | 5,67 g                                    | Cuivre 91,67 % Nickel 8,33 %                   | 119 stries                           | George Washington                           | Bald eagle                                               | 1932 (repris en 1977) | répandu | Quarter, Washington Quarter                     |
|            | Bicentenial colonial military drummer                             | 0,25 $ | 24,26 mm                           | 1,75 mm        | 5,67 g                                    | Cuivre 91,67 % Nickel 8,33 %                   | 119 stries                           | George Washington                           | (1975) 1976                                              | limité                |         | Quarter, Washington Quarter                     |
|            | [ Note 2 ]                                                        | 0,25 $ | 24,26 mm                           | 1,75 mm        | 5,67 g                                    | Cuivre 91,67 % Nickel 8,33 %                   | 119 stries                           | George Washington                           | State Quarter Series (50 types)                          | limité                | 1999    | Quarter, Washington Quarter                     |
| [ Note 2 ] | Quarter du District de Columbia et des territoires des États-Unis | 0,25 $ | 24,26 mm                           | 1,75 mm        | 5,67 g                                    | Cuivre 91,67 % Nickel 8,33 %                   | 119 stries                           | George Washington                           | 2009                                                     | limité                |         | Quarter, Washington Quarter                     |
| [ Note 2 ] | America the Beautiful Quarters                                    | 0,25 $ | 24,26 mm                           | 1,75 mm        | 5,67 g                                    | Cuivre 91,67 % Nickel 8,33 %                   | 119 stries                           | George Washington                           | 2010                                                     | limité                |         | Quarter, Washington Quarter                     |
|            |                                                                   | 0,50 $ | 30,61 mm                           | 2,15 mm        | 11,34 g                                   | Cuivre 91,67 % Nickel 8,33 %                   | 150 stries                           | John F. Kennedy                             | Sceau du président des États-Unis entouré par 50 étoiles | 1964 (repris en 1977) | répandu | Half dollar, 50-cent piece, Kennedy Half dollar |
|            | Independence Hall                                                 | 0,50 $ | 30,61 mm                           | 2,15 mm        | 11,34 g                                   | Cuivre 91,67 % Nickel 8,33 %                   | 150 stries                           | John F. Kennedy                             | (1975) 1976                                              | limité                |         | Half dollar, 50-cent piece, Kennedy Half dollar |
|            |                                                                   | 1 $    | 26,50 mm                           | 2,00 mm        | 8,10 g                                    | Cuivre 91,67 % Nickel 8,33 %                   | Striée                               | Susan B. Anthony                            | Apollo 11 mission insignia                               | 1979 (repris en 1999) | limité  | SBA, Suzie B, Susan B. Anthony Dollar           |
|            |                                                                   | 1 $    | 26,50 mm                           | 2,00 mm        | 8,10 g                                    | Cuivre 77 % Zinc 12 % Manganèse 7 % Nickel 4 % | Lisse                                | Sacagawea                                   | Bald Eagle en vol                                        | 2000                  | limité  | Dollar Sacagawea                                |
|            | [ Note 2 ]                                                        | 1 $    | 26,50 mm                           | 2,00 mm        | 8,10 g                                    | Cuivre 77 % Zinc 12 % Manganèse 7 % Nickel 4 % | Lisse                                | Sacagawea                                   | Symbole de la culture amérindienne                       | 2009                  | limité  | Série du Dollar des amérindiens                 |
| [ Note 2 ] |                                                                   | 1 $    | 26,50 mm                           | 2,00 mm        | 8,10 g                                    | Cuivre 77 % Zinc 12 % Manganèse 7 % Nickel 4 % | Lisse avec des inscriptions en creux | Portrait de chaque président des États-Unis | Statue de la Liberté                                     | 2007                  | limité  | Série du dollar présidentiel                    |